# Един за всички, всички за един (сериал)
„Един за всички, всички за един“ е испански анимационен сериал. Той е адаптация на книгата на Александър Дюма, където героите са въплътени в различни животни, например Д'Артанян и тримата мускетари са кучета, Миледи е котка, Ришельо е вълк и т.н.
Сериалът разказва историята на младия Д'Артакан (името му е производно от Д'Артанян, ато последното -нян е заменено с -кан (на испански: -can), което означава куче, на английски е Догтанян (Dogtanian)), син на гасконски благородник, който отива в Париж с мечтата да стане кралски мускетар (мускетарите се наричат мускехрътки, тъй като са въплътени в образи на хрътки) на крал Луи XIII. Той бързо се сприятелява с Атос, Портос и Арамис (трима мускетари и верни приятели), които му помагат да постигне целта си. Влюбва се в Жулиет, жената на неговия хазяин и се забърква в голяма дворцова интрига, в която участва и самата кралица.
Анимацията е създадена от испанското студио BRB Internacional и продуцирано в Япония от Nippon Animation. По-късно е направена и изцяло японска версия:(на японски: ワンワン三銃士, с английска транскрипция: Wanwan Sanjushi). Друга версия е правена на африканс (Brakkenjan, 1985).
Излъчен е и сериал – продължение: Завръщането на Д'Артакан (1990). Създаден е от BRB Internacional, 'hames Television и Wang Film Productions. Той се основава на книгата Виконт дьо Бражелон на Александър Дюма. Друго продължение е филмът Мъжът с желязната маска (1998).

## Епизоди
1. Dogtanian's Journey
2. Dogtanian meets the Black Moustache
3. Paris, the City of Dreams
4. The Three Invincible Musketeers
5. Monsieur Treville, Captain of the Musketeers
6. Dogtanian Meets His Match
7. Dogtanian Meets the King
8. Juliette's Secret
9. Juliette Kidnapped
10. The Great Getaway
11. Dogtanian's Trance
12. Dogtanian to the Rescue
13. Dogtanian Meets Monsieur Pip
14. In Search of Juliette
15. Dogtanian Saves the Day
16. Daggers and Diamonds
17. The Journey to England
18. The Chase
19. Dogtanian Is Put to the Test
20. Dogtanian and the Blue Falcon
21. The Shipwreck
22. The Jungle Adventure
23. Marco's Mission
24. The Impostor
25. Milady's Revenge
26. Dogtanian's Dream Comes True

## На DVD
- Епизоди 1-9: 28 април 2003
- Епизоди 10-15: 25 август 2003
- Епизоди 16-20: 22 март 2004
- Епизоди 21-26: 25 май 2004
- Всички серии: 20 септември 2004 и 4 юли 2005
- Филмовата адаптация (Един за всички, всички за един): 26 юли 2004

## В ролите

### Един за всички, всички за един
- Д'Артакан – Кам Кларк
- Жулиет – Кейти Лий
- Пип – Стийв Крамър
- Мосю Тревил – Ричард Епкар
- Граф Рошфор – Дан Уорън
- Уилдимър – Майк Рейнълдс
- Миледи – Барбара Гудсън
- Синият ястреб – Робърт Акселрод
- Бъкингамския дук – Том Уайнър

### Завръщането на Д'Артакан
- Д'Артакан – Дейв Малоу
- Жулиет – Ребека Форщат
- Атос – Майкъл Сорич
- Портос – Дъг Стоун
- Арамис – Еди Фрайърсън
- Ришельо – Кериган Махан
- Бужо – Стив Бюлън
- Луи ХІІІ – Саймън Прескот

## „Един за всички, всички за един“ в България
През 80-те години се излъчва по Българската телевизия.
През 2006 г. сериалът се излъчва по Военния телевизионен канал. По-късно се излъчва и в детския блок на телевизиите Евроком и Евроком България, а също така е издаден на диск от Проксима Видео. Дублажът е на Ретел-Аудио-Видео. Ролите се озвучават от артистите Лидия Вълкова, Стефан Сърчаджиев – Съра, Георги Тодоров и Станислав Пищалов.